# Duc eurasiàtic

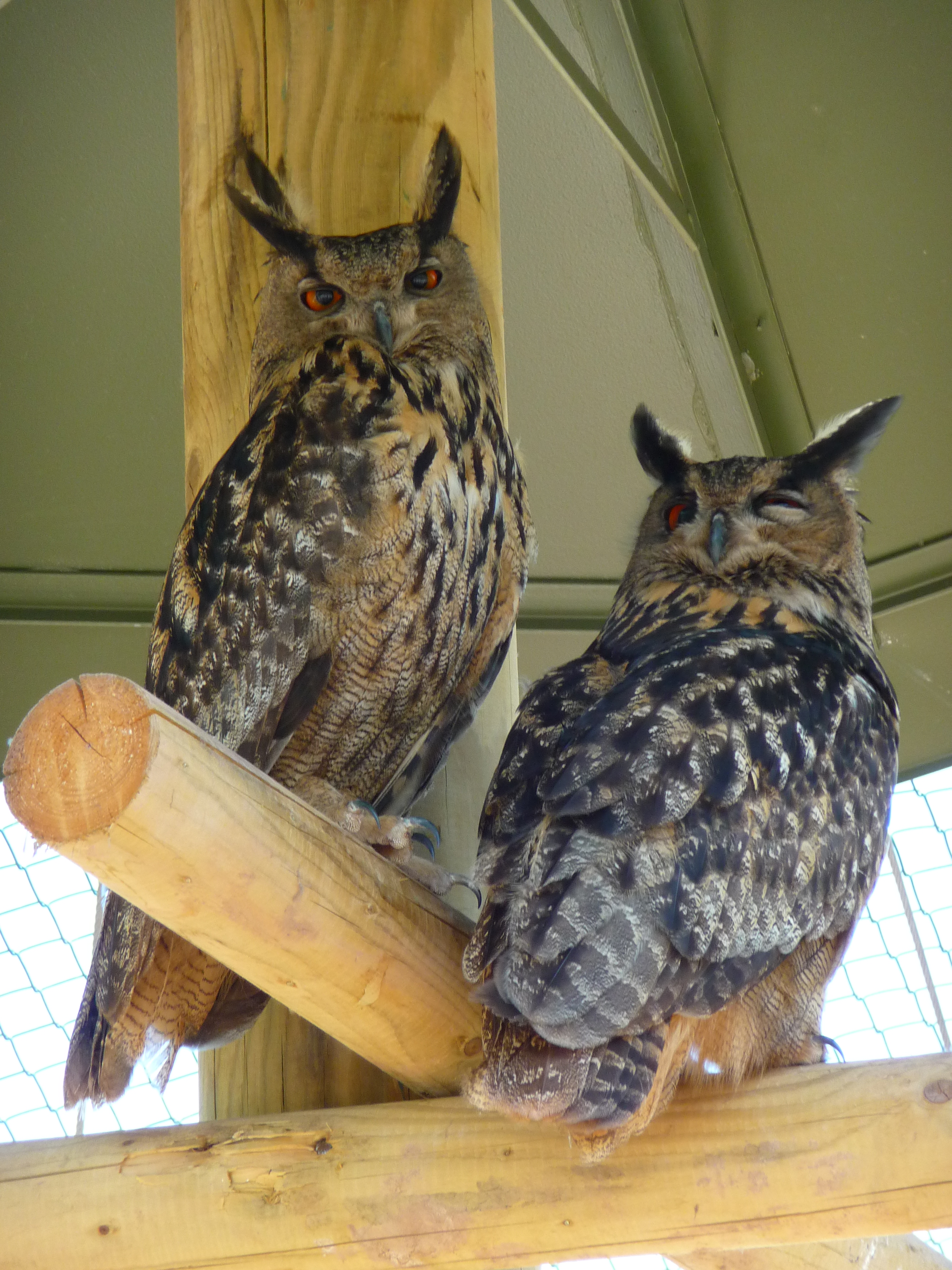
Parella de ducs en un parc de Baden-Württemberg

El duc eurasiàtic, duc, dugo, dúgol, gaús o brúfol (Bubo bubo) és una espècie d'ocell de la família dels estrígids (Strigidae). Habita a la major part d'Euràsia. El seu estat de conservació es considera de risc mínim.
És el més gros dels mussols d'Euràsia, incloent-hi els Països Catalans. Antigament, molts nius de duc eren espoliats per tal de criar els polls vius i, una vegada adults, emprar-los per a atreure altres ocells rapinyaires i capturar-los o matar-los. Avui dia, és una espècie protegida, com tots els altres rapinyaires, i la «caça amb duc» és una pràctica prohibida del tot.

## Distribució geogràfica
Es distribueix des d'Escandinàvia
fins a la península Ibèrica
(tot i que és absent de les Illes Britàniques, un petit nombre està ara començant a reproduir-se a la Gran Bretanya), l'Àsia Menor, el Líban, Israel-Palestina, Síria, l'Iraq, l'Iran, l'Afganistan, el Pakistan, l'Índia, el Tadjikistan, l'Uzbekistan, la Xina, Mongòlia, la península de Corea, el Japó i el mar d'Okhotsk.
Els exemplars de les regions semidesèrtiques de l'Àfrica del Nord, la península Aràbiga i Síria en formen probablement una espècie separada, però, de moment, són inclosos en aquesta espècie.
Manca a les Balears, però a Catalunya i al País Valencià (representat per la subespècie Bubo bubo hispanus) és comú i ben distribuït arreu del territori, sobretot, en ambients mediterranis, i molt més rar i escàs en ambients d'alta muntanya i boscos subalpins, als pre-Pirineus i Pirineus, mentre que és absent a la depressió de l'Ebre. Se li estima una població estable de 557 a 704 parelles a Catalunya i unes 1.000 al conjunt dels Països Catalans (19.000-38.000 parelles a nivell europeu o, cosa que és el mateix, el 5-24% de la població mundial).

## Morfologia

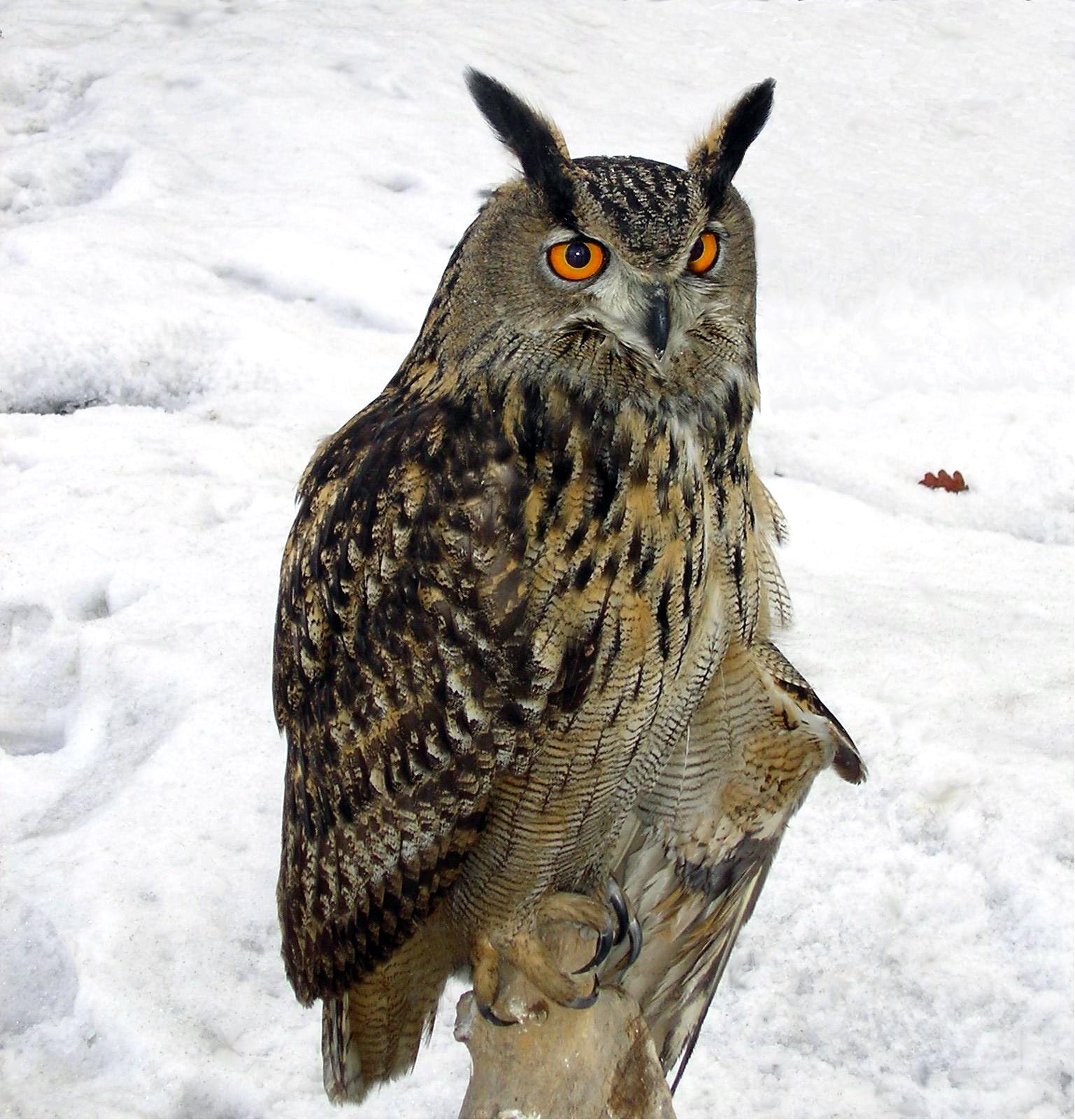
Duc fotografiat a Polònia durant l'hivern

És el rapinyaire nocturn més gros del món, ja que mesura entre 29 i 73 cm del bec a la cua, i la seua envergadura alar ronda d'1,38 a 1,7 m (una mica més petit que l'àguila daurada). El seu pes oscil·la entre 1,5 i 4 kg. Les femelles són més grosses que els mascles i poden arribar a pesar tres quilos i fer més d'un metre i mig de punta a punta d'ala. Té el pit de color lleonat esquitxat de taques fosques, el dors jaspiat i fosc amb taques clares, els ulls grossos i de color taronja, i dos plomalls al cim del cap que recorden ben bé unes "orelles", tot i que no tenen res a veure amb el sentit de l'oïda (el mascle té el plomissol d'aquestes "orelles" més eriçat que la femella).
La muda postnupcial és parcial, canviant anyalment part de les plomes del cos i part de les cobertores de l'ala. Les plomes de vol triguen diversos anys (entre 6 i 12) a ser renovades totes, canviant-ne entre cinc i nou cada any i estenent-se el període de muda des del juny fins a l'octubre. La muda postjuvenil dura quatre anys: les plomes corporals i part de les cobertores de l'ala es canvien en el seu primer any, però no les cobertores primàries ni les plomes de vol ni les de la cua; durant el segon any, canvia tres de secundàries centrals i el parell central de les plomes de la cua; al tercer any canvia entre dues i tres de primàries i les cobertores; durant el quart any acaba de canviar totes les secundàries i primàries juvenils amb les cobertores i el període de muda discorre des del maig fins a l'octubre.

## Ecologia

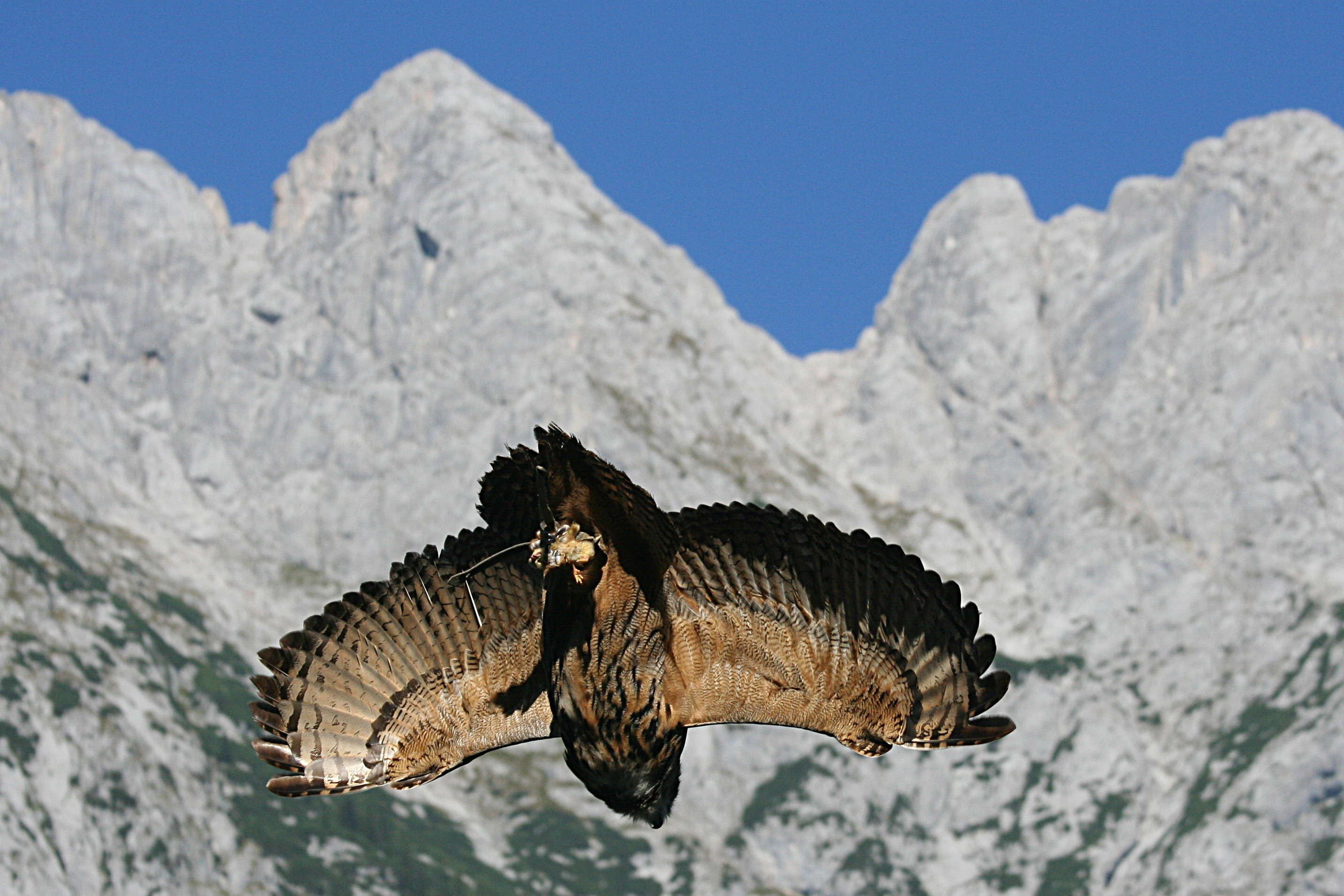
Duc en vol

És un ocell solitari i sedentari, excepte en època de cria, que sovint fa vida prop de cingles i desnivells. De dia, passa la major part del temps quiet als arbres, i a la nit ix a caçar (tot i que, si l'aliment escasseja, pot sortir a caçar de dia també)
Durant els mesos freds de l'any deixa sentir el seu profund cant, el qual utilitza per a marcar el seu territori (si la nit és tranquil·la, és audible fins a 4 quilòmetres de distància).
 La veu és un udol profund, tipus úú-oo, que pot arribar a sentir-se fins a 2 km de distància. Cada individu té un udol específic, de manera que poden ser identificats individualment. També produeix lladrucs potents d'alarma tipus guineu.
Ocupa una gran varietat d'hàbitats: des dels boscos boreals de coníferes i boscos mixtos caducifolis fins a les estepes mediterrànies de matoll i els deserts de roca i sorra, encara que sembla preferir les àrees obertes per cercar-hi aliment. A més, no sent cap mena d'objecció per establir-se a prop dels nuclis de població humans, així com de carreteres o pedreres, sempre que no se'l persegueixi directament.
Es nodreix sobretot de rates i conills, però, gràcies a tindre una força comparable a la de l'àliga daurada, també caça llebres adultes, esquirols, talps, eriçons, cadells de guilla, ocells grossos com ànecs i perdius roges, petits carnívors com mosteles i també altres rapinyaires nocturns i diürns (aligots, falcons pelegrins, xoriguers grossos, etc.).
També es nodreix d'amfibis, rèptils, peixos i insectes.
La rabosa (Vulpes vulpes) és un dels depredadors dels seus nius. Entre els seus paràsits més freqüents a la península Ibèrica, es troben les paparres, les mosques i els protozous sanguinis.
Fa el niu aprofitant balmes, arbres buits, vells nius d'altres rapinyaires i forats naturals del terreny, sempre que estigui situat en boscos, turons o valls que tinguin un bon subministrament de preses. Els nius consisteixen en una petita depressió feta per ell mateix i que sol quedar coberta per restes d'egagròpiles desfetes. alguna plomota i poca cosa més. De vegades, aprofita espais molt petits on amb prou feines caben els dos o tres polls que solen tindre. Sovint, també, els nius són més accessibles del que hom suposaria per a un ocell tan impressionant. La posta és de 3-6 ous, gairebé esfèrics, de color blanc (igual que els de tots els altres membres de la família dels estrígids); fan 48-70 x 39-53 mm i són covats per la femella durant 35 dies. Hom creu que és molt sensible a les pertorbacions, sobretot durant la incubació, la qual cosa provoca que els adults puguin abandonar els ous i, fins i tot, els polls.

## Estat de conservació

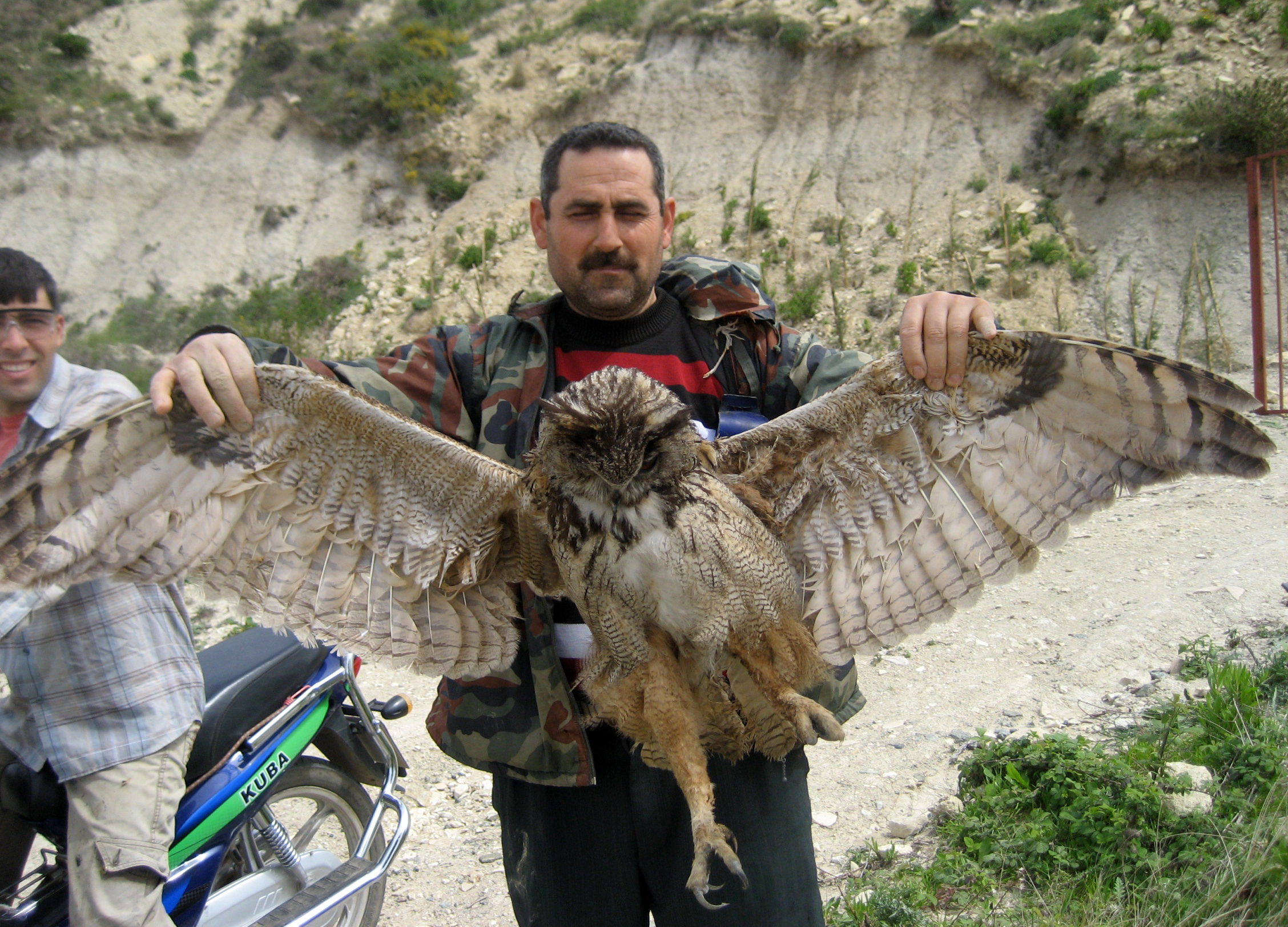
Exemplar trobat mort a Hatay, Turquia

Durant el proppassat segle xx, fou sotmès a una gran pressió per la persecució humana,
l'ús de pesticides i verins, les col·lisions amb vehicles, l'ús de filferros d'arç i les línies d'alta tensió.
A més, malalties com la mixomatosi i la malaltia hemorràgica del conill
van delmar les poblacions de conills en algunes zones i això va suposar també un problema afegit per a aquesta espècie. Tot i que s'ha recuperat en certa manera i no es considera actualment amenaçat a nivell mundial, encara és víctima de la caça furtiva i les seues poblacions romanen actualment per sota dels seus nivells anteriors.
Diverses disposicions legals tenen per objecte la seva protecció, entre aquestes:
- Directiva 79/409/CEE: Annex I (Espècie d'interès comunitari objecte de mesures especials quant a la conservació dels seus hàbitats)
- Ley 42/2007: Annex IV (Espècie objecte de mesures de conservació especials quant al seu hàbitat)
- Reial Decret 439/1990: Annex II (Espècie d'Interès Especial)
- Decret Legislatiu 2/2008: Espècie protegida (Categoria B)
- Decret 148/1992: Annex I (Espècie sensible)

## Subespècies

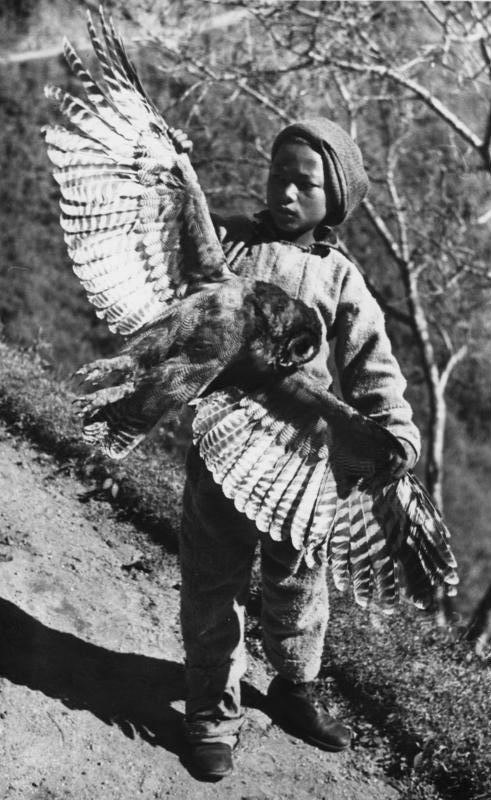
Exemplar de B. bubo tibetanus mort fotografiat l'any 1938

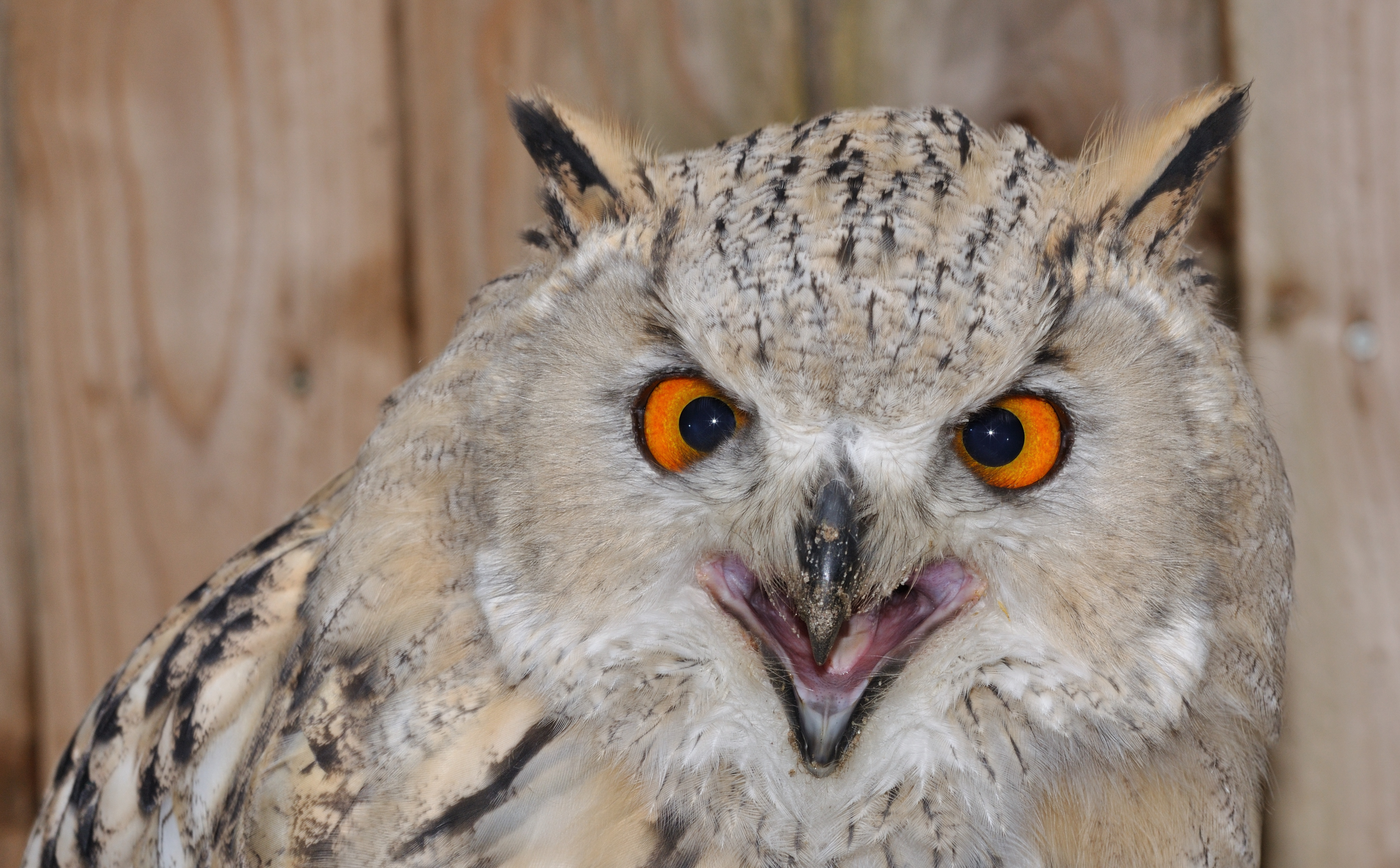
Bubo bubo sibiricus

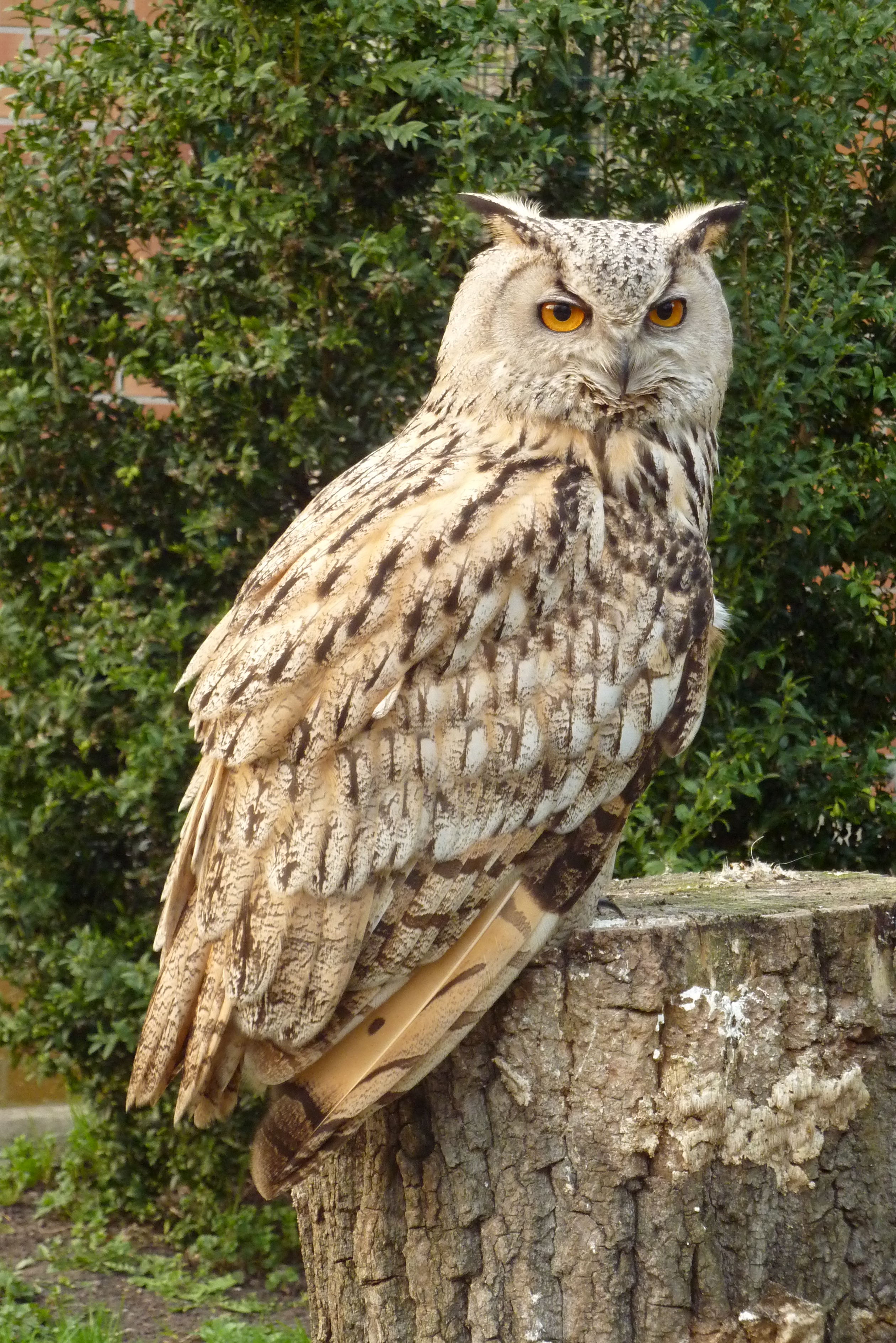
Bubo bubo omissus

Se n'han descrit diverses subespècies, entre aquestes:
- Bubo bubo bengalensis es troba a Àsia: al Pakistan, l'Índia (com ara, Assam), al Nepal, Myanmar i Bangladesh -esporàdicament-, incloent-hi el Caixmir i l'Himàlaia occidental.[79][80] Avui es considera una espècie de ple dret.
- B. bubo borissowi habita a l'illa de Sakhalín i les illes Kurils.[81]

- Bubo bubo bubo (Linnaeus, 1758):[82][83][84] l'envergadura alar dels mascles és de 435-480 mm i la de les femelles de 455-500. Els mascles pesen entre 1.550 i 2.800 g i les femelles entre 2.280 i 4.200,[85] i habita des d'Escandinàvia, els Pirineus i la mar Mediterrània fins al Bòsfor, Ucraïna, Moscou i el nord-oest de Rússia.[85][81][86]

- Bubo bubo hemachalanus (Hume, 1873):[87][83][88] l'envergadura alar del mascle és de 450-485 mm i la de la femella de 470-505.[85] És molt semblant a Bubo bubo turcomanus, però el seu color general és més groguenc. El patró fosc de les àrees superior i inferior és menys regular que el de Bubo bubo turcomanus i Bubo bubo omissus,[89] que habita des de les muntanyes del Pamir i la serralada de Tian Shan fins a l'oest de l'Himàlaia i l'oest del Tibet.[85][81][86] König, Weick i Becking el consideren sinònim de Bubo bubo tibetanus.[85]

- Bubo bubo hispanus habita a la península Ibèrica.[90][91][92] És una subespècie de talla menor, de coloració general més pàl·lida i taques fosques més estretes i punxegudes (especialment en les parts inferiors).[65] L'envergadura alar dels mascles és de 420-450 mm i la de les femelles de 445-470.[85]

- Bubo bubo interpositus (Rothschild & Hartert, 1910):[93][83][94] en relació amb Bubo bubo ruthenus, la seua aparença general és més fosca i d'una coloració més rovellada. L'envergadura alar dels mascles és de 425-475 mm i la de les femelles de 440-485. La cua fa entre 240 i 290 mm,[85] i habita des de Turquia, el Caucas, Síria, Palestina i el nord-oest de l'Iran fins a Ucraïna, Romania, Bessaràbia i Bulgària.[85][81][86] És simpàtrica amb Bubo ascalaphus.[85] Les darreres anàlisis d'ADN realitzades suggereixen que aquesta subespècie podria ser, en realitat, diferent de Bubo bubo.[85]

- B. bubo jakutensis (Buturlin, 1908)[95][83][96] habita al nord-est de Sibèria des del riu Lena fins a la mar d'Okhotsk.[81][86] És molt més fosc i més marró al dors que Bubo bubo yenisseensis i més ratllat per sota que B. b. sibiricus. L'envergadura alar dels mascles és de 455-490 mm i la de les femelles de 480-503.[85]

- Bubo bubo kiautschensis (Reichenow, 1903)[97][83][98] habita de l'oest i el centre de la Xina fins a Yunnan, Sichuan i la península de Corea.[85][81][86] És més petit, més fosc, més vermellós i amb les ratlles més fines que Bubo bubo ussuriensis. L'envergadura alar dels mascles és de 410-448 mm i la de les femelles de 440-485.[85][99]

- Bubo bubo nikolskii (Zarudni, 1905)[100][83][101] habita a les àrees desèrtiques i rocalloses[102] des de l'est de l'Iraq fins a l'Iran, l'Afganistan i l'oest del Pakistan.[85][81][86] És la subespècie més petita (més i tot que Bubo bubo omissus) i amb una coloració general d'aspecte més rovellat i menys fosca al dors. L'envergadura alar dels mascles és de 405-430 mm i la de les femelles de 410-465.[85][102]

- Bubo bubo omissus (Dementiev, 1932)[103][83][104] habita del Turkmenistan i el nord-est de l'Iran fins a l'extrem occidental de la Xina.[81][86] L'envergadura alar del mascle és de 404-424 mm i la de la femella de 425-460. El seu color general és groguenc. El patró fosc de les àrees superior i inferior és més acusat que el de Bubo bubo turcomanus. Estries fosques del clatell molt estretes. Patró longitudinal fosc de les zones inferiors sense arribar a cobrir el ventre.[89]

- Bubo bubo ruthenus (Buturlin & Zhitkov, 1906)[105][83][106] habita des del centre de la Rússia europea fins als monts Urals i la conca inferior del riu Volga.[81][86][85] El mascle fa 430-468 mm d'envergadura i la femella 471-515. El seu color general és d'un groc rovellat amb un tint grisenc. Patró fosc a les zones superiors (cap, esquena i espatlles) i negre marronós a l'inferior. Ales amb taques blanquinoses.[107]

- Bubo bubo sibiricus (Gloger, 1833)[108][83][109] habita des dels contraforts occidentals dels monts Urals i Baixkíria fins al riu Obi i l'oest del massís de l'Altai.[85][81][86] Té una aparença molt pàl·lida, ja que la coloració general és d'un blanc crema amb taques fosques. La part posterior del coll, la part superior del cap i les àrees inferiors del cos presenten ratlles negroses. Part inferior del pit i ventre amb ratlles. Plomes primàries fosques, les quals contrasten amb la resta de l'ala. L'envergadura alar del mascle és de 435-480 mm i la de la femella 472-515.[85][110]

- Bubo bubo tarimensis (Buturlin, 1928)[111][83][112] que habita des de l'est de la conca del Tarim (l'oest de la Xina) fins al sud de Mongòlia.[81]És molt pàl·lid, de color groguenc i s'assembla a Bubo bubo nikolskii i B. b. omissus en la coloració general, però se'n diferencia per ésser clarament més pàl·lid, més groguenc o vermellós i tindre menys ratlles fosques. El patró del seu plomatge és més apagat i menys contrastat en relació també a aquelles altres espècies. Així mateix, és una mica més gros que B. b. omissus i clarament més gran que B. b. nikolskii.[113]

- Bubo bubo tibetanus (Bianchi, 1906)[114][115][83][116] habita a Àsia: Sikkim, el Tibet i l'oest de la Xina.[117] Les ales fan entre 420 i 465 mm de llargària.[117] L'ou mesura 59,5-62 x 47,9-50 mm.[117] Es nodreix de Lagomys i de perdius tibetanes (Perdix hodgsoniae).[117] Viu als forats dels penya-segats dels altiplans oberts i vessants rocallosos.[117]

- Bubo bubo turcomanus (Eversmann, 1835)[118][83][119] habita des del curs inferior del riu Volga i el riu Ural fins al Kazakhstan, el nord-oest de la Xina i l'oest de Mongòlia.[81][86] König, Weick i Becking el consideren sinònim de Bubo bubo tarimensis.[85]L'envergadura alar del mascle és de 440-470 mm i la de la femella 445-512.[85] El seu color general és pàl·lid amb el patró fosc de les parts inferiors i superiors més clar i més trencat que el de Bubo bubo interpositus. El patró longitudinal fosc de les àrees inferiors no arriba a cobrir el ventre.[89] És similar a Bubo bubo hemachalanus, tot i que més grisenc.[85]

- B. bubo ussuriensis (Poliakov, 1915).[120][83][121] habita des del sud-est de Sibèria fins a l'est de Mongòlia, el nord-est de la Xina, l'illa de Sakhalín, el nord de l'illa de Hokkaido (Japó) i el sud de les illes Kurils.[81][86] És més fosc al dors que Bubo b. jakutensis i amb una tonalitat més ocràcia a les àrees inferiors. L'envergadura alar dels mascles és de 430-475 mm i la de les femelles de 460-502.[85] König, Weick i Becking el consideren sinònim de Bubo bubo borissowi.[85]

- Bubo bubo yenisseensis (Buturlin, 1911)[122][83][123] que habita des del centre de Sibèria fins al nord de Mongòlia, incloent-hi el riu Obi, el llac Baikal i el massís de l'Altai.[85][81][86]És més fosc, més gris i amb un color de fons més groguenc que Bubo bubo sibiricus. L'envergadura alar del mascle és de 435-470 mm i la de la femella 473-518.[85] El patró fosc de les parts superiors (cap, esquena i espatlles) ocupa menys superfície que el color de fons general.[89]

## Galeria

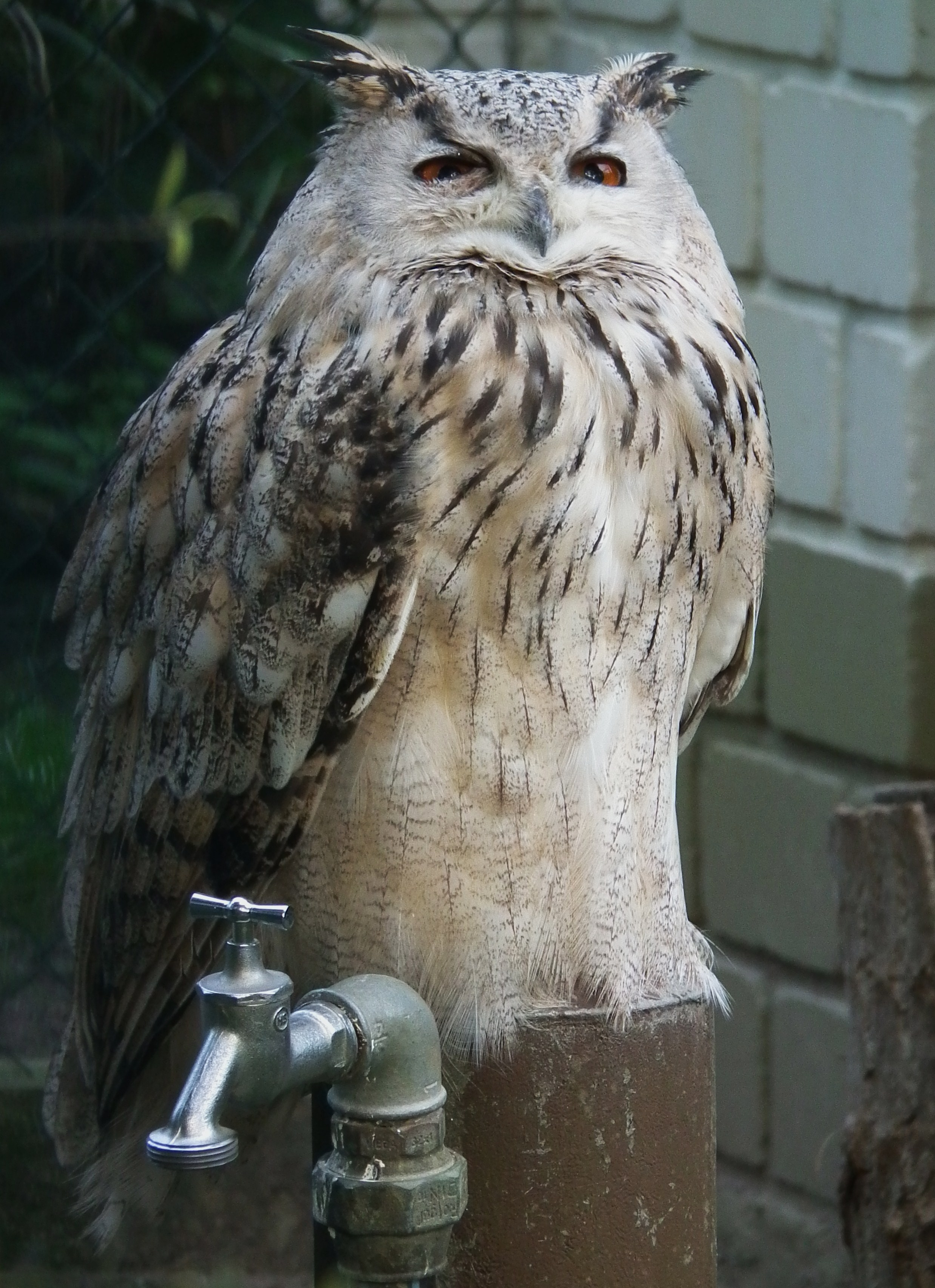
Bubo bubo omissus
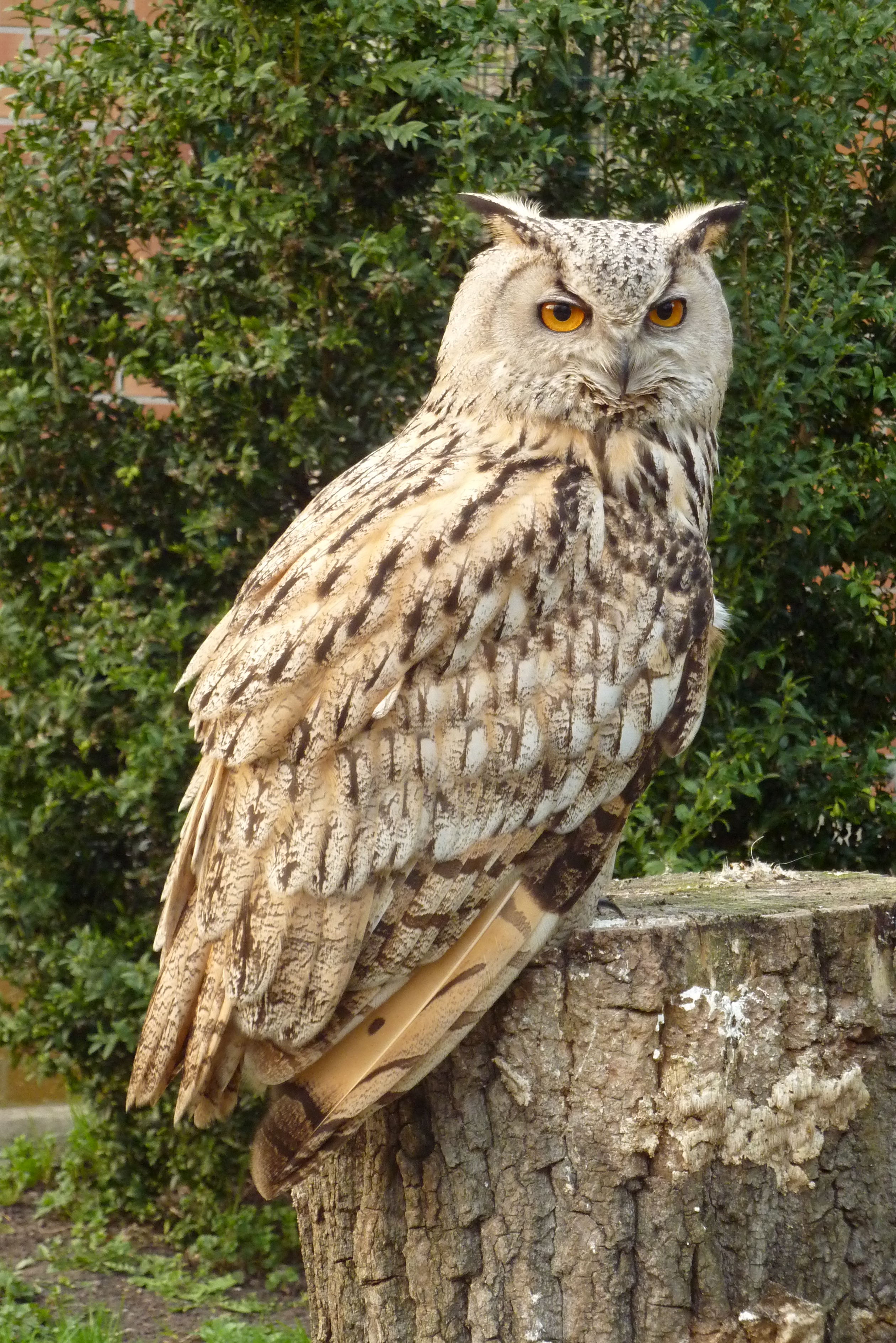
Bubo bubo omissus
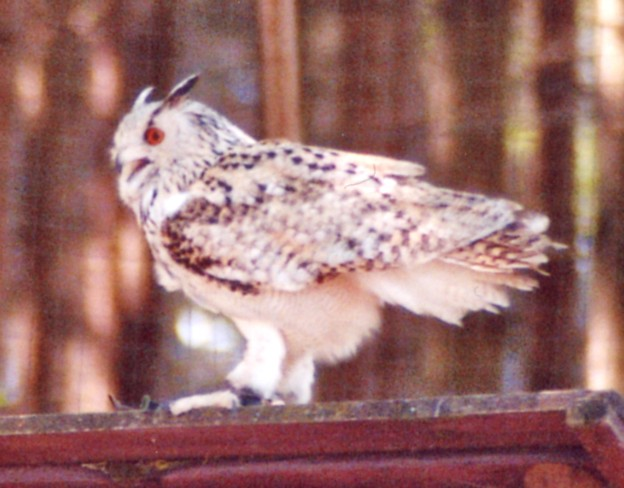
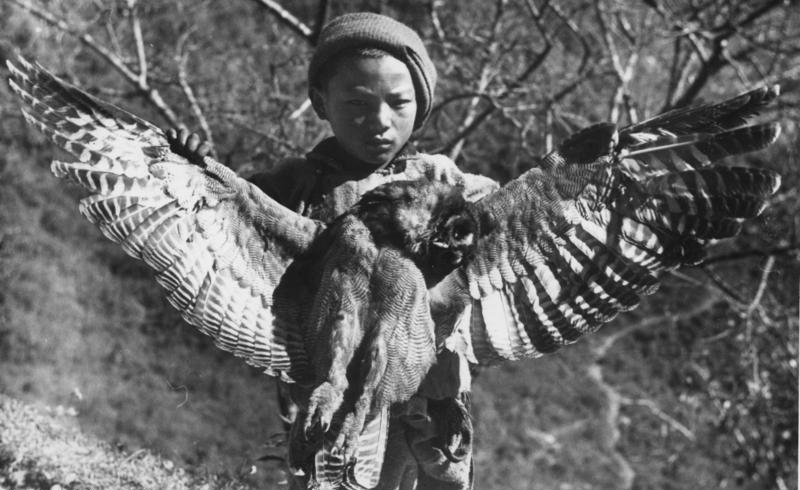
Exemplar de B. bubo tibetanus mort fotografiat l'any 1938
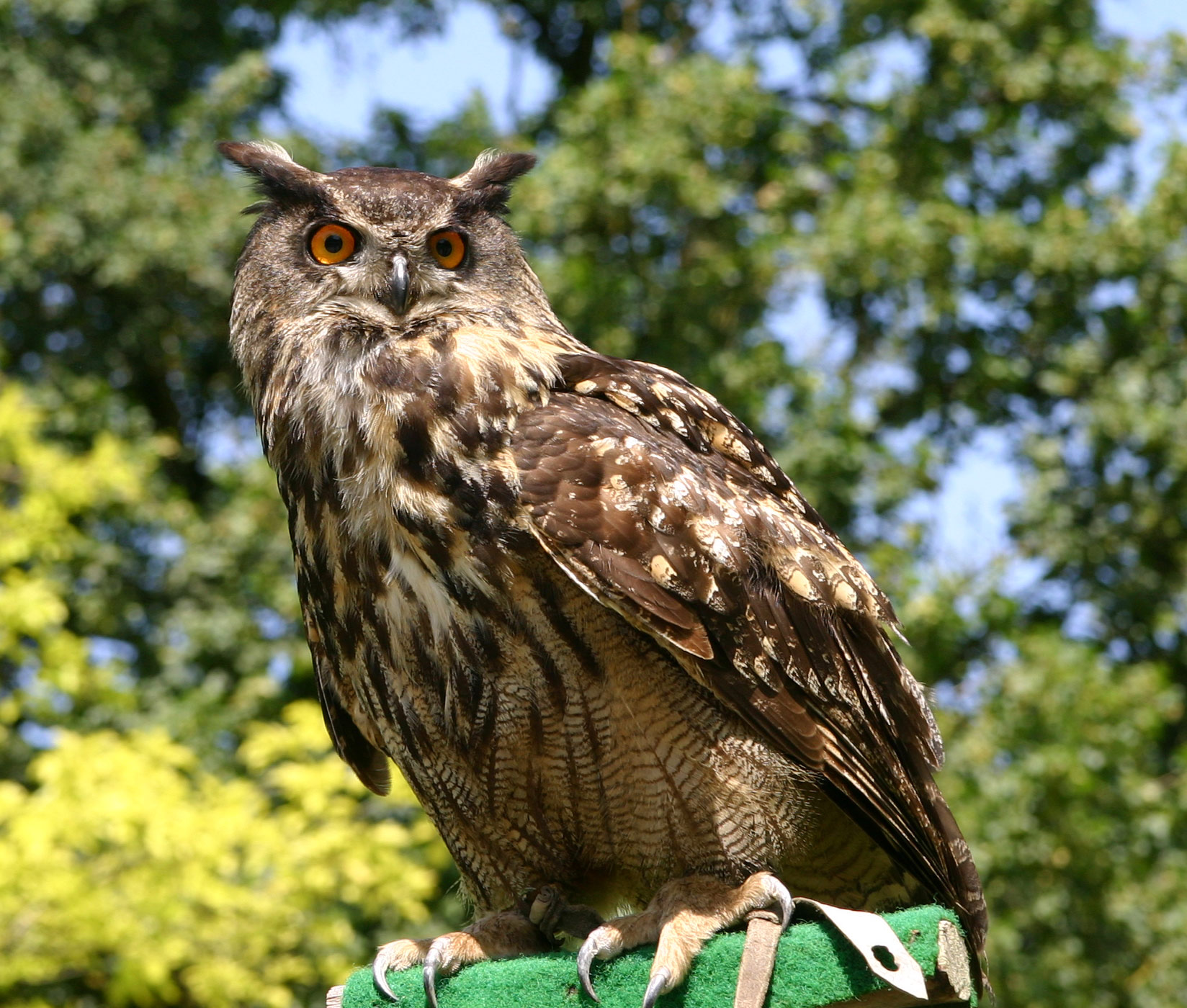
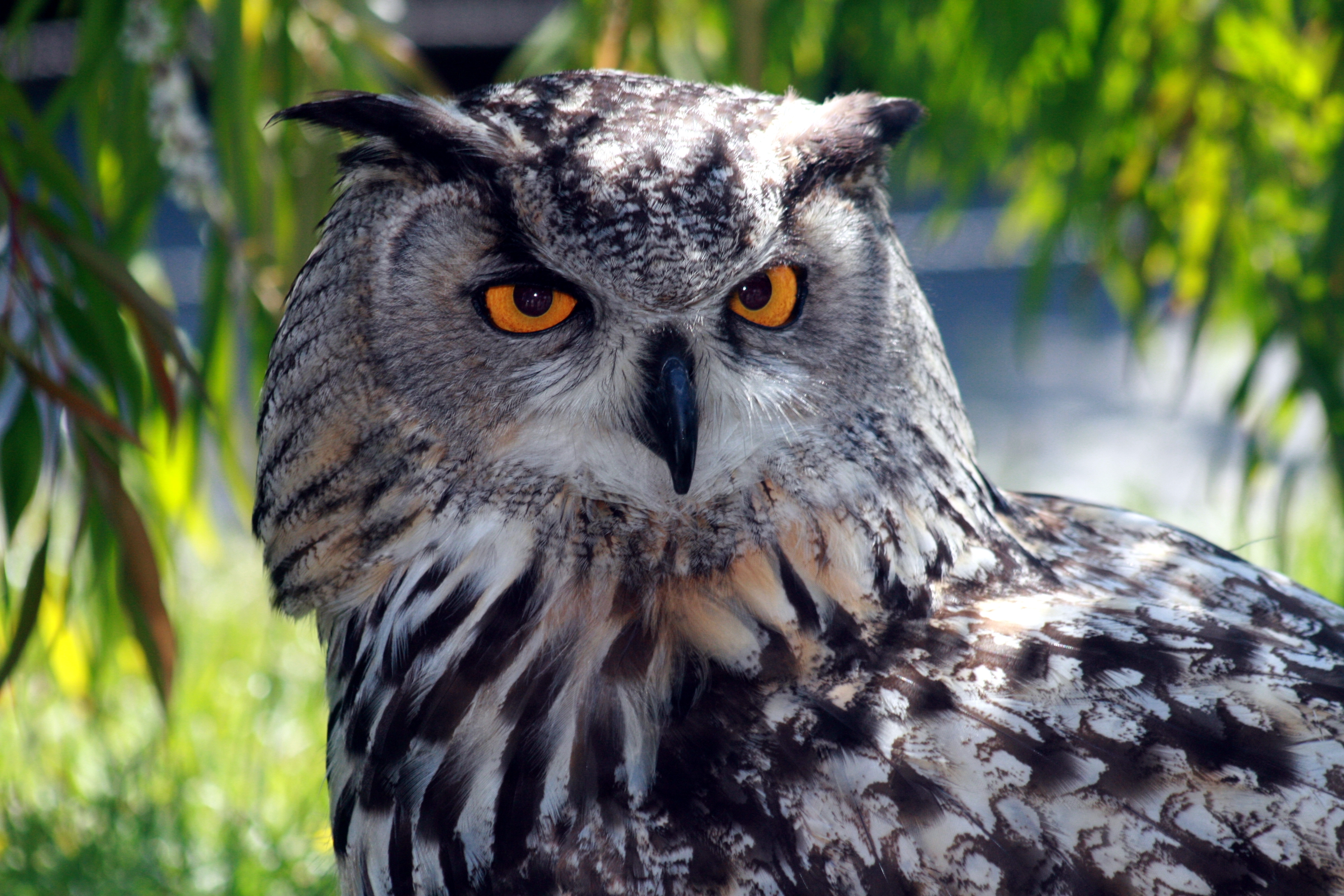
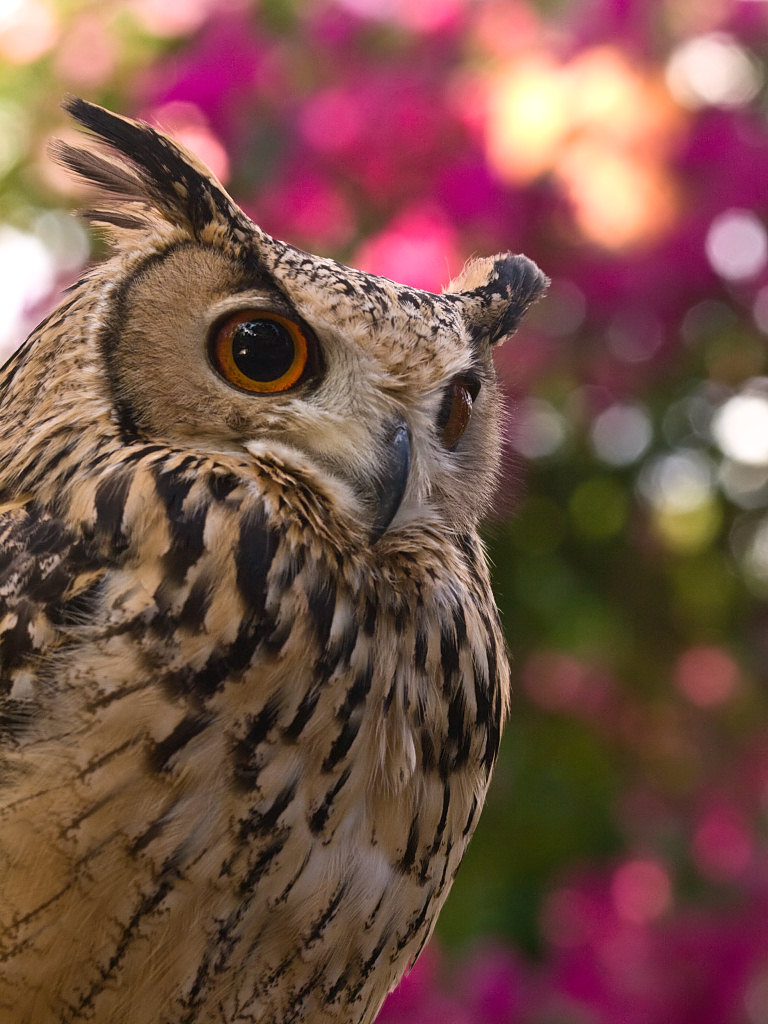
Bubo bubo turcomanus
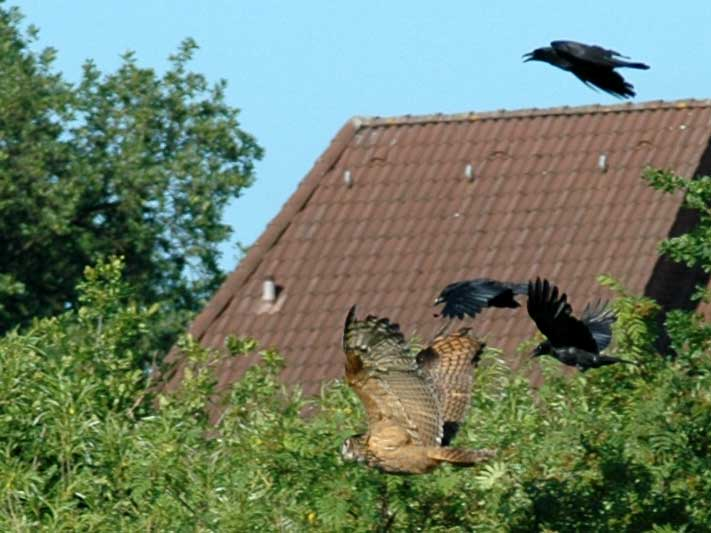
Duc encalçat per corbs
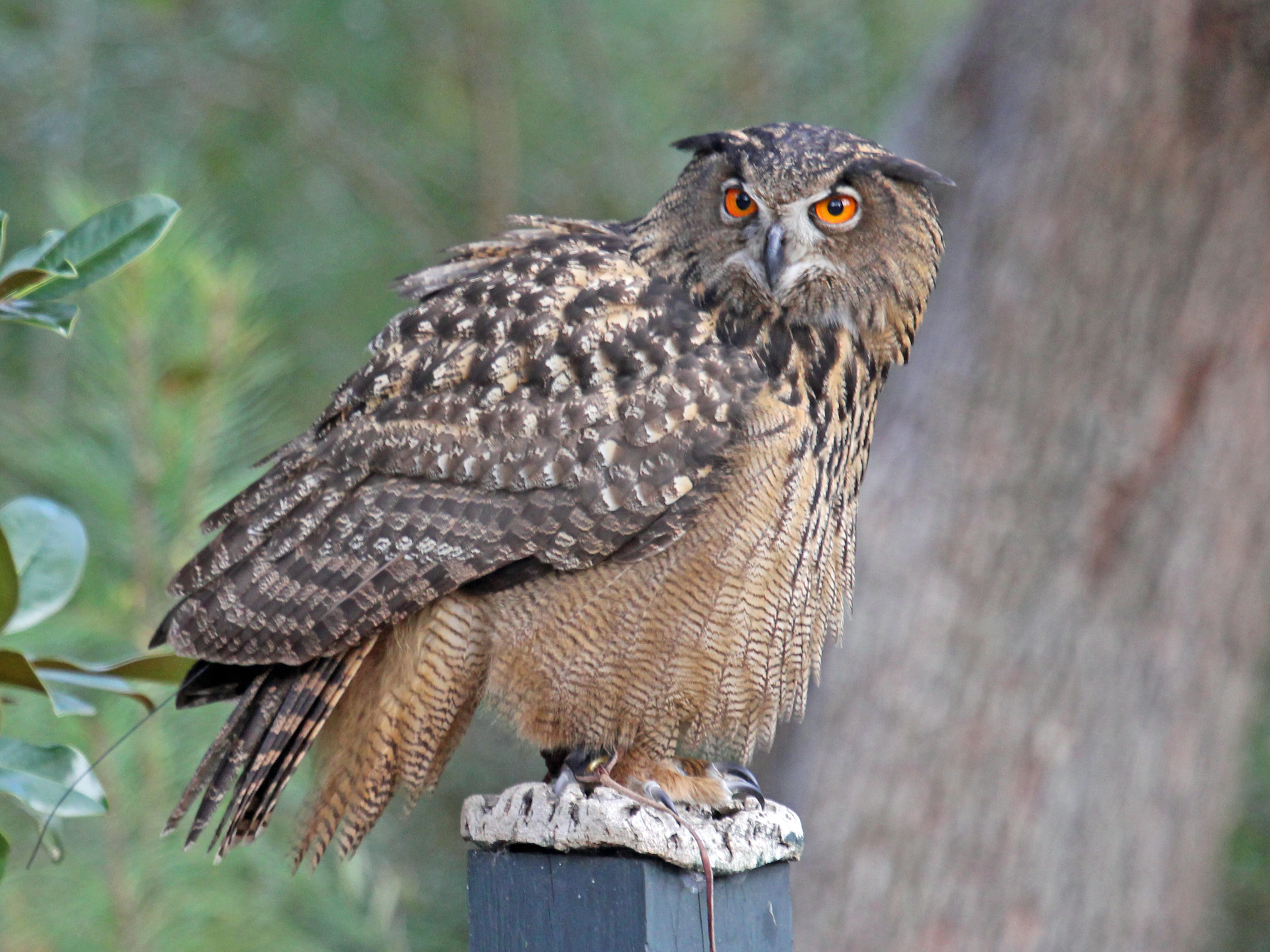
Duc europeu en un centre de Carolina del Sud
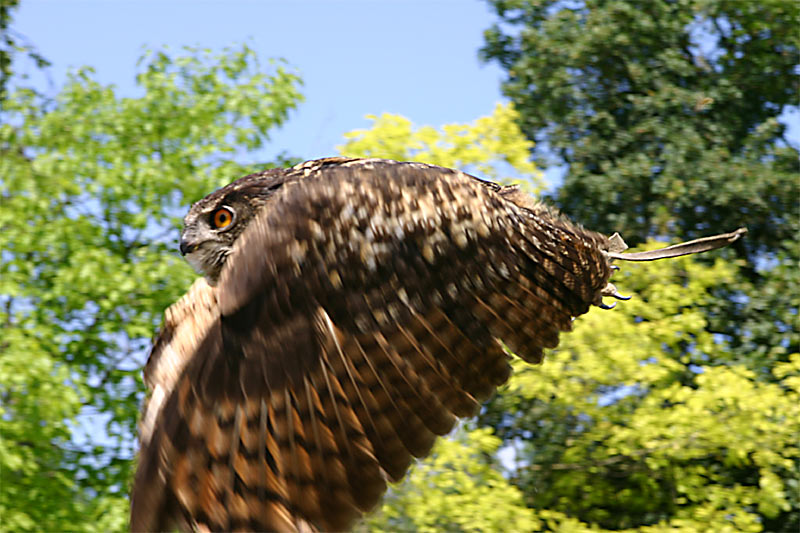
Duc en vol
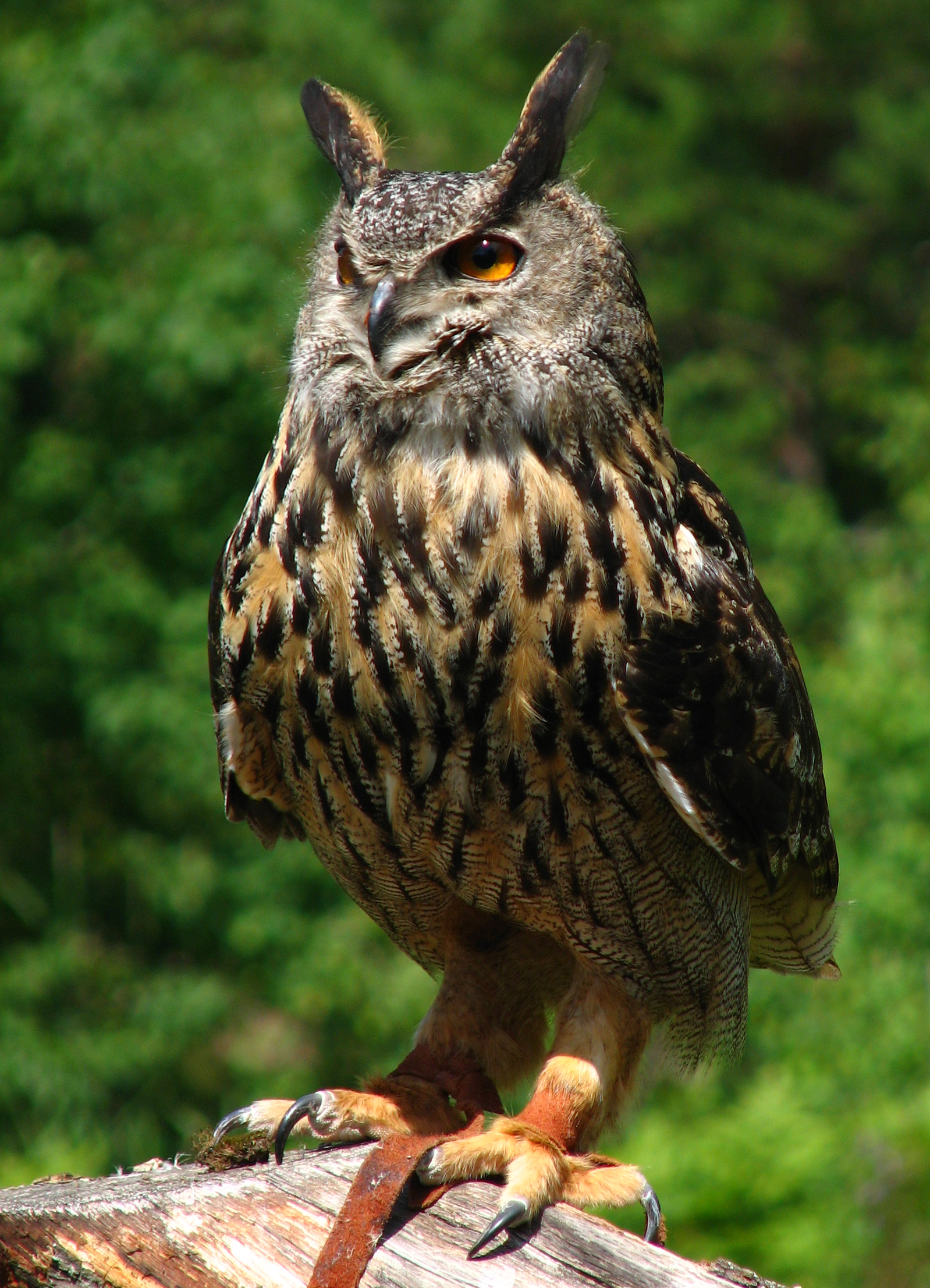
Duc en una exhibició de rapinyaires a Suècia
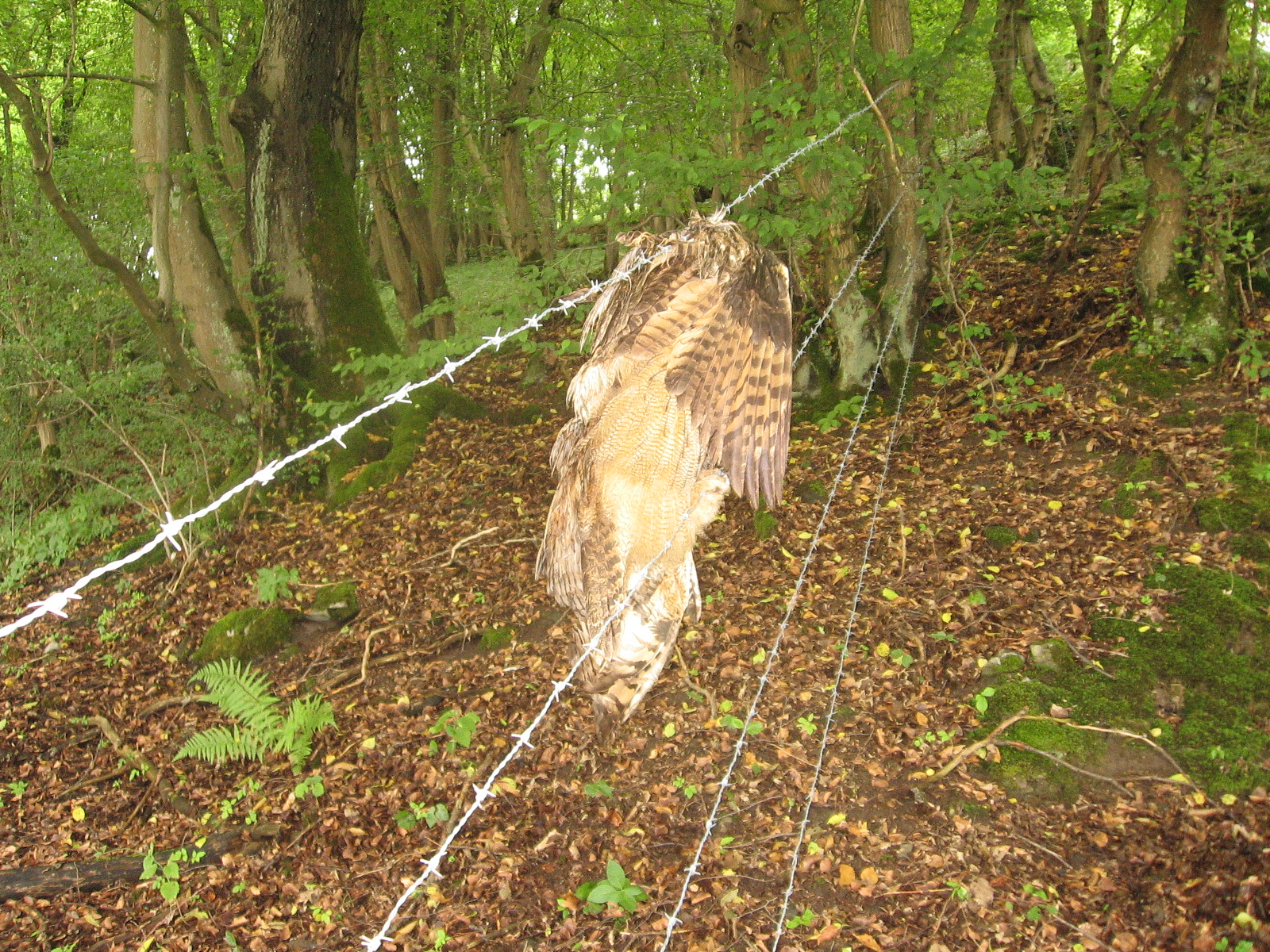
mascle adult de duc mort en estavellar-se contra un filferro d'arç a Sauerland (Alemanya)
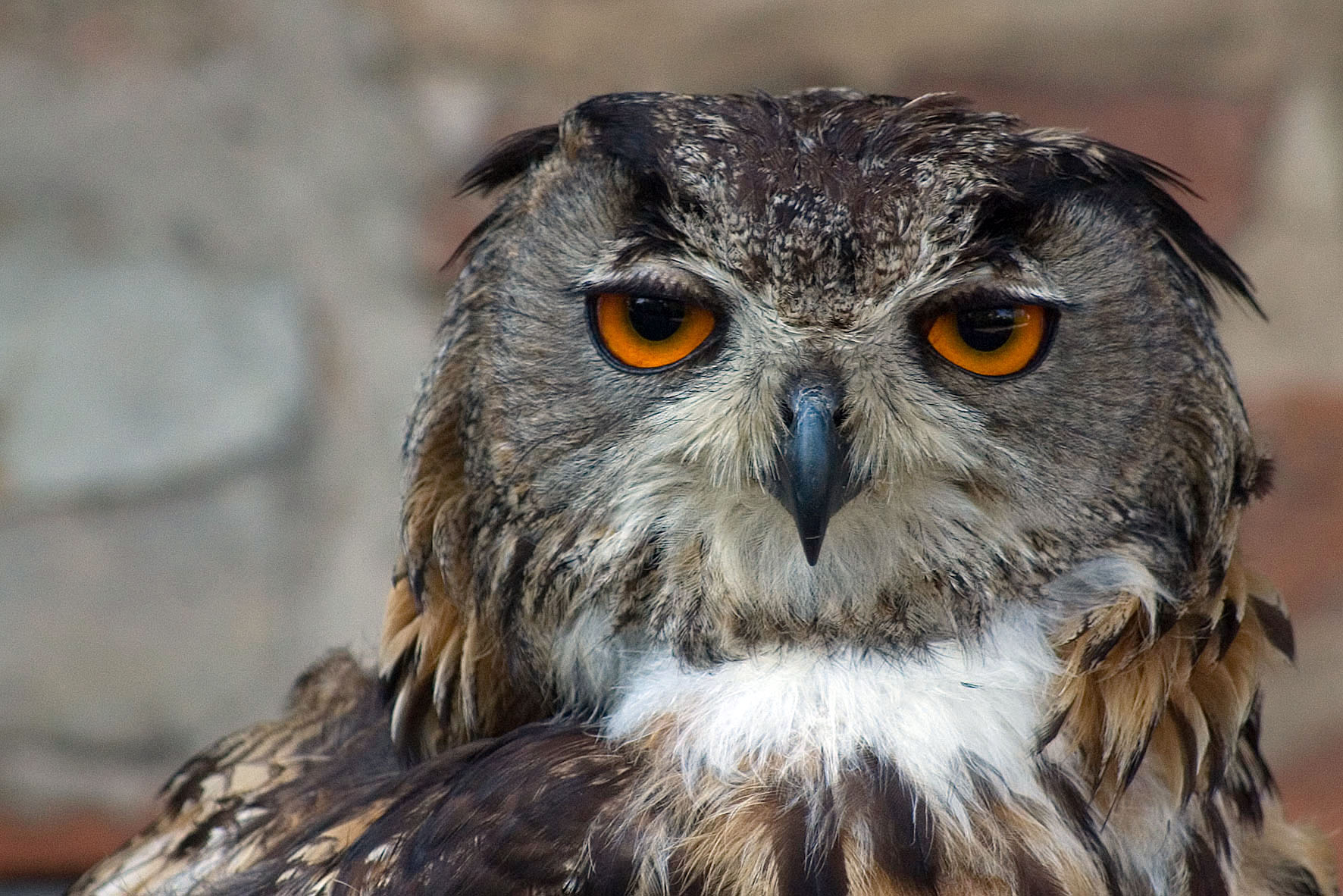
Detall del cap
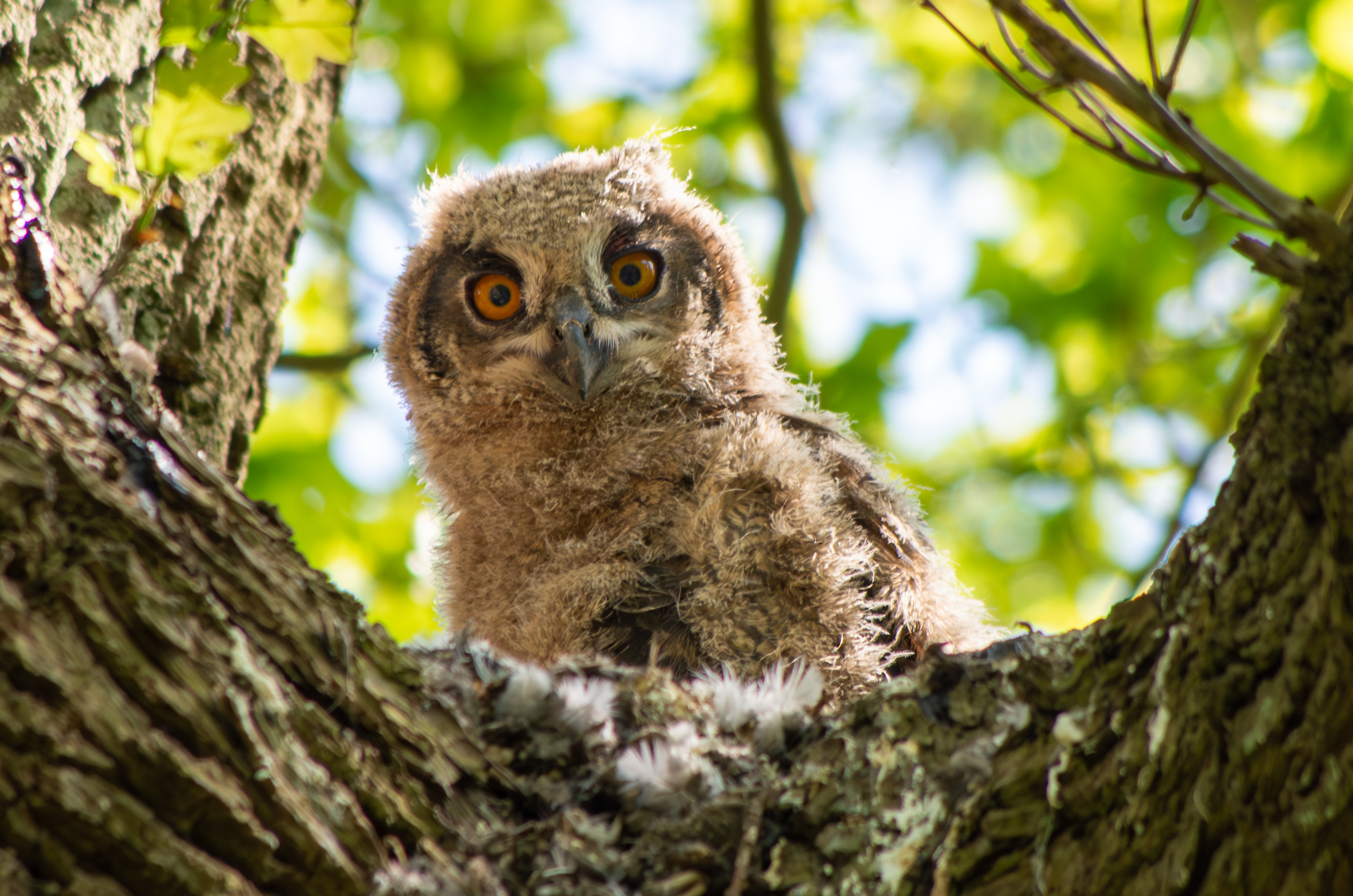